# Каранино (Сенгилеевский район)
Каранино — село Сенгилеевского района в составе Новослободского сельского поселения. 

## География
Находится на расстоянии примерно 4 километров по прямой на запад от районного центра города Сенгилей.

## Название
Так как оно расположено у истоков семи ключей, то его в то время и называли Семиключевкой и Каранино — по фамилии владельца подьячего Каранина .

## История
Первые упоминания о заселении этих мест относятся ко второй половине XVII века. В документах бывшего Приказа Казанского Дворца говорится, что в 1665 году в Симбирском уезде «отказана из дикого поля по обе стороны реки Бекшанки симбирянам Степану Котову, Никите Пешкову, Архипу Языкову, Якову Всеволожскому, Михаилу Толузакову, Прокофию Бронскому, свияженину Семёну Языкову… (всего одиннадцать человек) в поместье порозжая земля» под пашню и сенные покосы».
В 1700 году половина этой земли была выменяна у первых владельцев подьячим Симбирской приказной избы, «цывиленином» Никитой Григорьевичем Караниным, который поселил на ней своих крестьян и которого по праву можно считать основателем села. В 1707 году Василий Никитич Каранин стал совладельцем отцовского поместья. После смерти отца и сына Караниных в 1707 и 1708 годах часть земли была отдана на прожиток вдове Василия Никитича, Анне Назарьевне по второму мужу Пилюгиной, а оставшаяся поместная земля отошла государству и вскоре была пожалована Петром I комиссару Александру Савичу Сергееву. А он уступил её за 300 рублей своему зятю, дьяку Василию Федотовичу Окоёмову, от которого она по наследству перешла к его сыну Петру Васильевичу Окоёмову, а в 1763 году по завещанию – к дочери последнего Дарье Петровне (по мужу Ивашевой).
В конце XVIII века землёй при селе Каранино владели и другие помещики, в числе их была и Ксантиппа Даниловна Толстая. Внук Ксантиппы Василий Александрович Толстой редко бывал в родовом имении. Семья большую часть времени проживала в Москве и только наездами бывала в Симбирске. Всё изменилось после смерти Толстого в 1838 году. Его вдова Варвара Александровна, урождённая Мусина-Пушкина, отдав сына учиться в Главное инженерное училище в Петербург, поселилась в Каранине вместе с дочерьми Елизаветой и Анной. По окончании училища к ним присоединился и Александр, пожелавший оставить службу и поселиться в деревне. К тому времени за Толстыми в Сызранском уезде при сёлах Каранино, Загарино и деревне Вязовый Ключ числилось более 5 615 десятин земли.
По другим источникам - впервые село Семиключевка упоминается как деревня с крепостными крестьянами подьячего Каранина в документе «Судебное земельное дело Спирки Жонна из Елаура и Вырыстайки Сабаева, основателя села Русские Бектяшки», датированном 8 марта 1684 года. Для решения спора за землю между Сабаевым и Жонном 8 марта 1684 года симбирский воевода Григорий Козловский послал в Семиключевку Антона Заборского и подьячего Гнездова. На основании этого документа и принято считать, что село основано не позднее 1674 года.
В 1699 году деревню Семиключевку купил Андрей Иванович Тургенев (дед Ивана Петровича Тургенева) и она стала одной из имений дворян Тургеневых. После смерти отца владельцами имения стали — писатель Николай Иванович и историк Александр Иванович Тургеневы.  
В 1780 году деревня Семиключевка она ж называется Каранино, при речке Семиключевке, помещиковых крестьян, вошла в состав Сенгилеевского уезда Симбирского наместничества, с 1796 году — в Симбирской губернии. 
В 1848 году село вместе с землей и крестьянами было продано родственникам Тургеневых. Они в 1852 году построили здесь суконную фабрику на 32 ткацких стана. Оброк, введенный Николаем Ивановичем Тургеневым, вновь заменили барщиной. На фабрике неделю работала одна половина села, неделю — другая. В конце 1860-х фабрика была остановлена и затем продана. 
В 1859 году деревня Каранино (Семиключевка) находилась в Сенгилеевском уезде Симбирской губернии, в 1-м стане по тракту из г. Сенгилея к с. Тереньге, имелась суконная фабрика. 
В 1896 году в селе была открыта церковно-приходская школа.  
Так как в сельце Каранине (Семиключевка) не было своей церкви то прихожане ходили в Николаевскую церковь города Сенгилея. 
Перед революцией село со всеми прилегавшими к нему землями купил владелец суконной фабрики Бажанов. 
В 1930 году в селе был организован колхоз «Пятилетка». В 1932 году появился первый трактор, а в 1934 году первый комбайн. 
В годы Великой Отечественной войны на фронт ушли около ста человек. Из них, 26 погибли или умерли от ран. 
В конце 1960-х годов Каранино стало отделением совхоза «Сенгилеевский», в 1969 году село было полностью электрифицировано. 

## Население
Население составляло: В 1780 году — 237 ревизских душ. В 1859 году в 72 дворах жило: 229 мужчин и 238 женщин. На 1900 год в с-це Каранине (Семиключевка, при рч. Семиключевке; н. р.) 278 м. и 296 ж.;  В 1913 году в селе было 228 дворов и 817 жителей. По данным переписи 1996 года население села Каранино составляло 303 человека. 279 человек в 2002 году (русские 79%), 219 человек — по переписи 2010 года.

## Известные уроженцы
- Дмитриев, Алексей Петрович — Герой Советского Союза.